# Herbert William Pugsley
Herbert William Pugsley (1868 - 1947) va ser un recol·lector de plantes i botànic anglès.

## Biografia
Pugsley va fer diversos viatges de col·lectes de plantes per França, Espanya, Alemanya, Itàlia, i Àustria.
A Espanya recopila mostres de Narcissos on va fer revisions de diferents espècies (N. asturiensis (Jord.) Pugsley). A Sierra Nevada, descriu l'endemisme Narcissus nevadensis Pugsley.
El 1930 va publicar, una monografia sobre Eufràsia i va identificar tres noves espècies. Euphrasia pseudokerneri (1936)
I el 1933 una monografia sobre Narcissos, on va descriure diverses noves espècies:
- Narcissus albescens Pugsley
- Narcissus alpestris Pugsley
- Narcissus confusus Pugsley
- Narcissus gayi (Hénon) Pugsley
- Narcissus leonensis Pugsley
- Narcissus nevadensis Pugsley
- Narcissus pallidiflorus Pugsley
- Narcissus portensis Pugsley

Altres espècies descrites per Pugsley:
- Fumaria purpurea Pugsley (1902)
- Jasione montana L. var. latifolia Pugsley

## Honors

### Eponímia
Porten el seu nom les publicacions:
- H. W. Pugsley Journal of Botany
- H. W. Pugsley The Naturalist

Espècies
- (Papaveraceae) Fumaria pugsleyana (Pugsley) Lidén[1]

- (Amaryllidaceae) Narcissus × pugsleyi Fern.Casas[2]

- (Asteraceae) Hieracium pugsleyi [[P.D.Sell]] & [[C.West]][3]

## Obres
- h.w. Pugsley. 1930. A revision of the British Euphrasiae. J Linn Soc Lond Bot 48: 467−544
- ----------------. 1933. A monograph of Narcissus, sub-genus Ajax. Journ. Roy. Hort. Soc. 58:17-93
- ----. 1939. Notes on Narcissi. Journ. Bot.77: 333-337
- ----. 1941. New species of Hieracium in Britain. J. Bot. 79
- ----. 1946. List of British species of Hieracium. J. Ecol. 33 Nº 2
- ----. 1948. A prodromus of the British Hieracia. Bot. J. Linn. Soc. 54: 1–356